# Thermosbaenacea
Thermosbaenacea é uma ordem de pequenos crustáceos, entre 2 e 5mm, que podem ser encontrados em ambientes extremos, como fontes termais de 45ºC, formações anquialinas e lençóis freáticos com alta concentração de sulfeto de hidrogênio, gás altamente tóxico para a grande maioria dos animais. O nome Thermosnbaenacea vem do grego (thermós = calor) e faz referência ao ambiente em que a espécie tipo (Thermosbaena mirabilis Monod, 1924) habita.
Foram descobertos em 1923 e, desde então, atraem a curiosidade de pesquisadores. Devido a dificuldade de coletar e estudar esses organismos em seu ambiente natural, pouco se sabe sobre o comportamento e os hábitos deles. Entre suas características marcantes estão a carapaça na região dorsal das fêmeas, a qual serve como uma bolsa para incubar os ovos, e a ausência de pigmentos para captação de luz nos olhos ou até mesmo a ausência total de olhos, o que os torna cegos apesar da presença de escamas oculares. Eles se alimentam de bactérias quimiotróficas redutoras de sulfeto, cianobactérias e algas verdes. Apresentam o hábito de nadar com a parte ventral para cima, como se nadassem de costas, o que é um resquício do estilo de vida no qual o animal nadava próximo à superfície. Eles se utilizam dessa estratégia para se ajustarem na coluna d’água.
Estão distribuídos mundialmente, desde o Mar Mediterrâneo à Austrália e o Mar do caribe. Isso indica que a origem do grupo pode ter-se dado no final do Cretáceo Inferior, há 120 milhões de anos, ou no começo do Cretáceo Superior, há 95 milhões de anos, baseado na extensão do antigo Mar de Tétis.
A posição filogenética dele ainda não é muito certa. Há um consenso de que eles apresentam estão incluídos em Peracarida, porém, algumas análises contrariam esta proposta, colocando-os como grupo irmão de Peracarida.

## Morfologia externa
O corpo é pequeno, da ordem de 5mm, alongado e ligeiramente achatado dorsoventralmente. A carapaça é presente, um tórax com 8 segmentos (toracômeros), abdômen com 6 segmentos (pleonitos) e télson, todos com diversos apêndices. Na cabeça, a antena 1, mais longa, é birreme enquanto a antena 2 é menor e unirreme.
A carapaça consiste em duas placas paliais que se originam na parte dorsal da cápsula cefálica e os dois metâmeros maxilares, ela se funde com a parte dorsal do tórax pelos metâmeros maxilares e pelo segmento com gnatópodio. Em geral, a carapaça recobre os primeiros 4 ou 5 segmentos torácicos, embora Halosbaena seja uma exceção, cobrindo até o sexto ou sétimo segmento. Nos primeiros segmentos torácicos, nota-se uma cutícula particularmente mais fina, o que facilita as trocas gasosas. Nas fêmeas o marsúpio é formado como uma extensão dorsal da carapaça, tratando-se de uma cavidade onde ovos e jovens são incubados. A posição dorsal do marsúpio é uma característica diagnóstica de Thermosbaenacea .O marsúpio se conecta internamente com a câmara branquial, permitindo a aeração dos ovos.

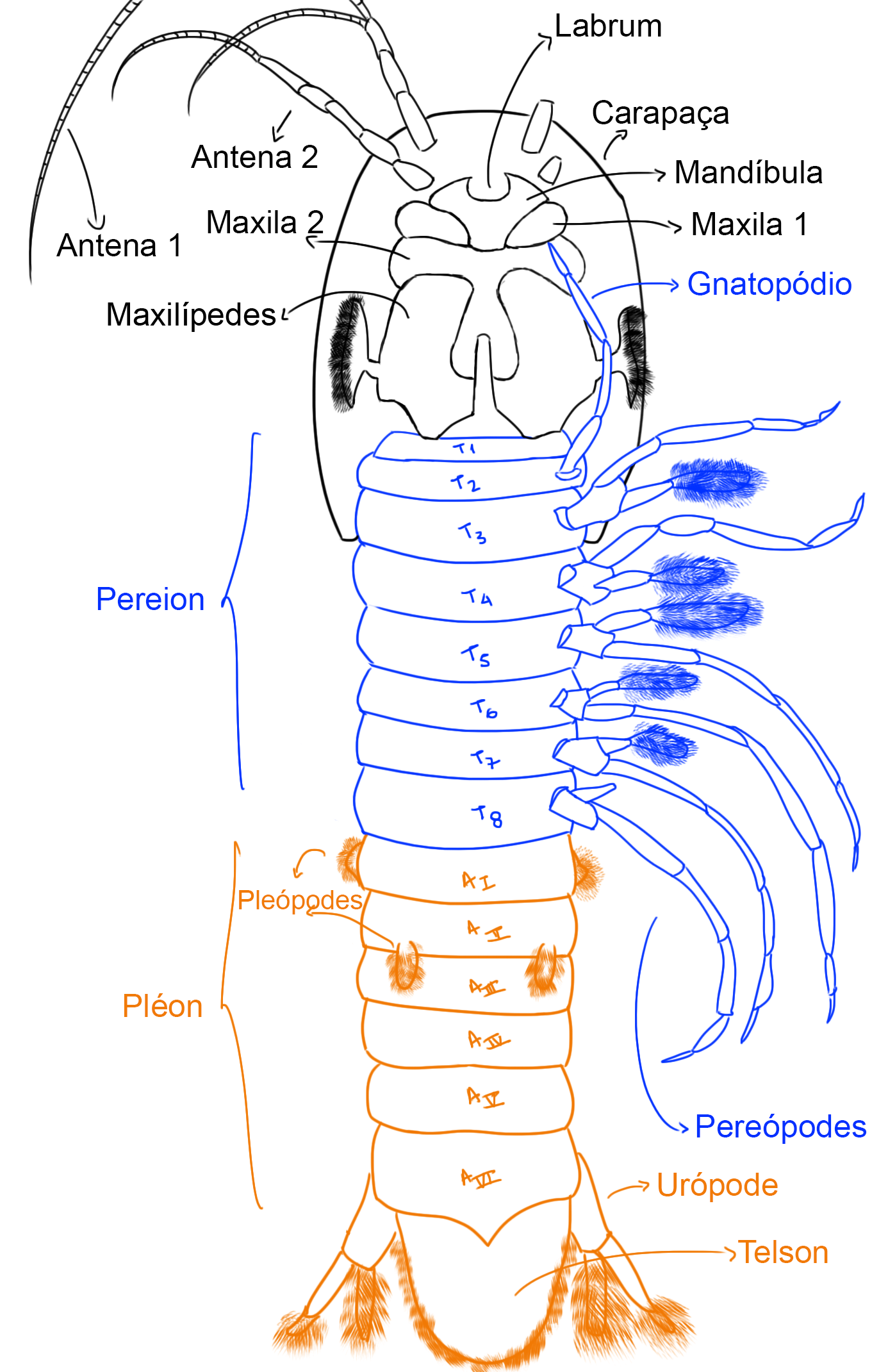
Esquema da morfologia externa de um exemplar em vista ventral. Em preto a cabeça, em azul o tórax e em laranja o abdome

Na cabeça, a boca é cercada pelos lábios superior e inferior (ou labrum e lábio), mandíbula, maxilares 1 e 2 e pelos maxilípedes. O lábio superior é uma extensão do tegumento anterior da carapaça.
A mandíbula consiste no corpo mandibular (forma básica de uma mandíbula) e um palpo de 3 segmentos. A quantidade e organização das cerdas do palpo variam de acordo com a espécie. A forma básica da mandíbula se divide uma região de perfuração (pars incisiva) e uma de trituração (pars molaris) com uma fileira de cerdas entre elas. O lábio inferior é composto por dois lóbulos com o dobro do tamanho do lábio superior. A face interna dos lóbulos é arredondada e com uma cavidade próxima à sua extremidade, a face externa é convexa, conferindo um formato  ligeiramente triangular aos lóbulos.
A maxila 1 é formada por dois enditos e um palpo com 2 ou 3 segmentos. Para descrever a maxila 2, usaremos o exemplo de Monodella texana sp. Esta maxila é achatada e dividida em cinco partes. Os dois lóbulos mais internos são cerdados, sendo que o mais interno possui quatro cerdas, enquanto o segundo lóbulo possui apenas uma cerda.O lóbulo do meio é amplo e possui uma fileira bem uniforme de pequenos espinhos. A porção mais externa é composta por um palpo de dois segmentos com quatro cerdas distais.
O maxilípede é composto de forma mais complexa em Thermosbaena e Monodellidae do que em Halosbaenidae. De forma geral, esse apêndice consiste em um endito coxal com um único segmento, um endito basal, um endopodito, um exopodito e um grande epipodito. Em Halosbaenidae, tanto o endopodito quanto o exopodito são reduzidos a lóbulos.
A região torácica, composta de 8 segmentos, possui o primeiro par de pereópodes semelhante morfologicamente à gnatopódios, que são apêndices relacionados à captura de alimento. Isto sugere que esses apêndices podem possuir função de garra. Com exceção de Thermosbaena , que possui 4 pereópodes, todos os gêneros possuem 6 pares de pereópodes. Estes apêndices são birremes, com um endopodito e um exopodito.
Na porção do abdômen, observa-se seis pares de pleonitos, sendo que a única exceção é em Thermosbaena, no qual o sexto pleonito se funde com o telson para formar o pleotelson. Apenas os dois primeiros segmentos abdominais apresentam pleópodes. Em Halobaetidae, o primeiro par de pleópodes consiste em uma protrusão lobada, com cerdas e não articulada nas laterais dos pleonitos. Em Thermosbaena e Monodellidae, o primeiro par de pleópodes possui um segmento articulado e com cerdas.
O urópode é o apêndice posterior e é birreme, sendo que o endopodito possui um segmento e o exopodito possui dois. Em Thermosbaena, o endopodito é muito reduzido, o que sugere que o gênero favorece a caminhada ao nado.
A forma do telson, ou pleotelson no caso de Thermosbaena, é característico de cada gênero e também de cada espécie, embora de forma menos pronunciada. O ânus fica próximo à extremidade em todos os gêneros.

## Morfologia interna

### Sistema vascular
O coração tem forma de halter (dois bulbos), sendo que o bulbo anterior é maior em diâmetro, e se situa entre a região posterior do cefalotórax e o segundo segmento torácico. O miocárdio se situa no bulbo anterior e é composto por fibras musculares que divergem radialmente a partir da parede ventral do coração.
Uma aorta com aproximadamente 30 µmm sai do coração. entre a aorta e o coração se situa uma válvula que consiste em um par de abas verticais.. A aorta segue para a região anterodorsal do estômago, onde se encaixa na parede do estômago e forma uma dilatação a partir da qual percorre uma curta distância rente à parede do estômago. Ventralmente à dilatação, a aorta forma um anel pericerebral que se ramifica em várias artérias.
O arco anterior do anel pericerebral percorre um canal do cérebro e, na região anterior .do canal, se ramifica na artéria da antena 1.O arco posterior se encaixa na parede anterior do esôfago. Ventralmente, se ramificam várias artérias,sendo que seis irrigam o cérebro e uma irriga a antena 2.
As espécies conhecidas de Thermobaenacea apresentam irrigação limitada da região anterior do cefalotórax. Esse padrão é comum em pequenos artrópodes e , em parte, pode ser explicado pelas pequenas distâncias de difusão decorrentes do porte do organismo.

### Sistema respiratório
O sistema respiratório é aberto, o corpo dos Thermobaenacea é mole e contém pouca quitina, o que facilita a troca de gases por difusão por toda a superfície corporal. A principal região para troca de gases é a parede interna da carapaça, que é dotada de hemocele e possui uma grande área de superfície.
A parede interna do marsúpio dorsal possui grande quantidade de hemocianina, um pigmento respiratório. O movimento dos exopoditos dos pereópodes e os maxilípedes criam uma corrente respiratória que irriga o marsúpio dorsal, restaurando a concentração de oxigênio.
Em baixas concentrações de oxigênio, mesmo indivíduos em repouso mantém um alto ritmo de movimento nos epipoditos nos maxilípedes. Os próprios maxilípedes possuem hemocele, possuindo, portanto, função de troca gasosa.

### Sistema reprodutor

#### Masculino
As gônadas se situam na cabeça e no primeiro segmento torácico, logo atrás do cérebro. Os dutos deferentes se originam na região ventral das gônadas e seguem para o sexto segmento abdominal, onde se forma um loop direcionado latero-ventralmente, seguindo para o oitavo segmento, onde chega à um pênis lateral.
No pênis, os canais deferentes seguem centralmente até uma abertura na ponta. Duas fibras musculares em lados opostos da parede do corpo permitem movimentos para a frente e para trás em um plano sagital.
O esperma é filiforme e envolto em um fluido seminal que se assemelha à clara de ovo quando fixado.

#### Feminino
Consiste em um par de ovários tubulares contendo de 6 a 8 oócitos enfileirados  e de tamanho crescente no sentido caudal. Os ovários são separados um do outro e a maior parte de seu comprimento acompanha as laterais do intestino, ocupando regiões mais frontais no sentido do tórax para o abdômen. Os ovários se estendem desde o primeiro segmento torácico até regiões que vão desde o sétimo segmento torácico até quarto segmento abdominal, dependendo do grau de maturidade.
Os ovidutos saem da extremidade posterior dos ovários e chegam às vaginas no sexto segmento torácico.

## Identificação
Existem características da morfologia externa de Thermosbaenacea que permitem sua identificação:
- Marsúpio em posição dorsal;
- Corpo pequeno (~5mm) e alongado;
- Ligeiramente achatado dorsalmente;
- Tórax com 8 segmentos;
- Abdômen com 6 segmentos;
- Presença de télson

## Histórico
Os primeiros exemplares dessa ordem foram coletados em 1923 por L. G. Seurat em uma fossa termal na cidade de El Hamma, na Tunísia. Seurat coletou três indivíduos da mesma espécie e a nomeou Thermosbaena mirabilis, classificando-a como um grupo intermediário entre Isopoda e Mysidacea, mas não descartando a possibilidade de serem de uma nova ordem, o que tornaria-se verdade posteriormente.Desde o descobrimento de Thermosbaena mirabilis muitas pesquisas foram realizadas.
Em 1927 Monod, baseando-se em novas coletas feitas por Seurat, cunhou a ordem Thermosbaenacea pela primeira vez. Em 1949, na Itália, S. Ruffo reconheceu um novo gênero, o qual ele nomeou de Monodella stygicola, e em 1951 Emilia Stella encontrou e fotografou uma fêmea dessa espécie com o marsúpio dorsal, típico dessa ordem como se sabe atualmente. Até que, em 1953, durante o Décimo Quarto Congresso de Zoologia, em Copenhage, M. S. Barker publicou seu trabalho, no qual ele afirma que Thermosbaena e Monodella eram da mesma ordem após observar fêmeas de Thermosbaena com o mesmo tipo de marsúpio observado anteriormente em Monodella. Com toda essa atenção dada a esses animais na década de 50, o debate de onde posicionar eles no grupo dos crustáceos ganhou força. Alguns cientistas, como Taramelli em 1954, os posicionavam entre Syncarida e Peracarida, usando características morfológicas e embrionárias, criando a divisão Pancarida. Outros, porém, não acreditavam nessa organização e incluíam Thermosbaenacea a Peracarida. Além disso, no final da década de 50, Barker propôs que a origem desses animais é o antigo Mar de Tétis, o que também é o mais aceito atualmente.
Até 1964 acreditava-se que esses animais eram endêmicos do Mediterrâneo, mas nesse ano, Maguire encontrou os primeiros indivíduos no estado do Texas, nos Estados Unidos. Desde então, foram publicados vários estudos, não só para esclarecer dúvidas sobre o comportamento e a ecologia desses animais, mas para divulgar novas espécies dessa ordem.

## Filogenia
Atualmente não se sabe exatamente a posição filogenética desse grupo. Há um forte indício de que Peracarida é um grupo próximo de Thermosbaenacea, sendo um grupo irmão em algumas análises, formando o grupo monofilético Neocarida, e um grupo só em outras, incorporando Thermosbaenacea em Peracarida. De todo modo,o parentesco entre esses dois grupos está bem consolidado, atualmente.
A superordem Peracarida está incluída na classe Malacostraca, a qual engloba diversos crustáceos como tamarutaca (Hoplocarida), camarões e caranguejos (Decapoda).

#### Cladograma para Thermosbaenacea dentro de Peracarida[9]
|  | Mysida        |
|  |               |
|  | Lophogastrida |
|  |               |

|  | Isopoda    |
|  |            |
|  | Tanaidacea |
|  |            |

|  | \| \| Spelaeogriphacea \| \| \| \| \| \| Mictacea \| \| \| \| |
|  |                                                               |
|  | Cumacea                                                       |
|  |                                                               |
|  | Spelaeogriphacea                                              |
|  |                                                               |
|  | Mictacea                                                      |
|  |                                                               |

|  | Spelaeogriphacea |
|  |                  |
|  | Mictacea         |
|  |                  |

|  | Isopoda    |
|  |            |
|  | Tanaidacea |
|  |            |

|  | \| \| Spelaeogriphacea \| \| \| \| \| \| Mictacea \| \| \| \| |
|  |                                                               |
|  | Cumacea                                                       |
|  |                                                               |
|  | Spelaeogriphacea                                              |
|  |                                                               |
|  | Mictacea                                                      |
|  |                                                               |

|  | Spelaeogriphacea |
|  |                  |
|  | Mictacea         |
|  |                  |

|  | Isopoda    |
|  |            |
|  | Tanaidacea |
|  |            |

|  | \| \| Spelaeogriphacea \| \| \| \| \| \| Mictacea \| \| \| \| |
|  |                                                               |
|  | Cumacea                                                       |
|  |                                                               |
|  | Spelaeogriphacea                                              |
|  |                                                               |
|  | Mictacea                                                      |
|  |                                                               |

|  | Spelaeogriphacea |
|  |                  |
|  | Mictacea         |
|  |                  |

|  | Isopoda    |
|  |            |
|  | Tanaidacea |
|  |            |

|  | \| \| Spelaeogriphacea \| \| \| \| \| \| Mictacea \| \| \| \| |
|  |                                                               |
|  | Cumacea                                                       |
|  |                                                               |
|  | Spelaeogriphacea                                              |
|  |                                                               |
|  | Mictacea                                                      |
|  |                                                               |

|  | Spelaeogriphacea |
|  |                  |
|  | Mictacea         |
|  |                  |

|  | Isopoda    |
|  |            |
|  | Tanaidacea |
|  |            |

|  | \| \| Spelaeogriphacea \| \| \| \| \| \| Mictacea \| \| \| \| |
|  |                                                               |
|  | Cumacea                                                       |
|  |                                                               |
|  | Spelaeogriphacea                                              |
|  |                                                               |
|  | Mictacea                                                      |
|  |                                                               |

|  | Spelaeogriphacea |
|  |                  |
|  | Mictacea         |
|  |                  |

|  | Isopoda    |
|  |            |
|  | Tanaidacea |
|  |            |

|  | \| \| Spelaeogriphacea \| \| \| \| \| \| Mictacea \| \| \| \| |
|  |                                                               |
|  | Cumacea                                                       |
|  |                                                               |
|  | Spelaeogriphacea                                              |
|  |                                                               |
|  | Mictacea                                                      |
|  |                                                               |

|  | Spelaeogriphacea |
|  |                  |
|  | Mictacea         |
|  |                  |

|  | Isopoda    |
|  |            |
|  | Tanaidacea |
|  |            |

|  | \| \| Spelaeogriphacea \| \| \| \| \| \| Mictacea \| \| \| \| |
|  |                                                               |
|  | Cumacea                                                       |
|  |                                                               |
|  | Spelaeogriphacea                                              |
|  |                                                               |
|  | Mictacea                                                      |
|  |                                                               |

|  | Spelaeogriphacea |
|  |                  |
|  | Mictacea         |
|  |                  |

|  | Isopoda    |
|  |            |
|  | Tanaidacea |
|  |            |

|  | \| \| Spelaeogriphacea \| \| \| \| \| \| Mictacea \| \| \| \| |
|  |                                                               |
|  | Cumacea                                                       |
|  |                                                               |
|  | Spelaeogriphacea                                              |
|  |                                                               |
|  | Mictacea                                                      |
|  |                                                               |

|  | Spelaeogriphacea |
|  |                  |
|  | Mictacea         |
|  |                  |

|  | Mysida        |
|  |               |
|  | Lophogastrida |
|  |               |

|  | Isopoda    |
|  |            |
|  | Tanaidacea |
|  |            |

|  | \| \| Spelaeogriphacea \| \| \| \| \| \| Mictacea \| \| \| \| |
|  |                                                               |
|  | Cumacea                                                       |
|  |                                                               |
|  | Spelaeogriphacea                                              |
|  |                                                               |
|  | Mictacea                                                      |
|  |                                                               |

|  | Spelaeogriphacea |
|  |                  |
|  | Mictacea         |
|  |                  |

|  | Isopoda    |
|  |            |
|  | Tanaidacea |
|  |            |

|  | \| \| Spelaeogriphacea \| \| \| \| \| \| Mictacea \| \| \| \| |
|  |                                                               |
|  | Cumacea                                                       |
|  |                                                               |
|  | Spelaeogriphacea                                              |
|  |                                                               |
|  | Mictacea                                                      |
|  |                                                               |

|  | Spelaeogriphacea |
|  |                  |
|  | Mictacea         |
|  |                  |

|  | Isopoda    |
|  |            |
|  | Tanaidacea |
|  |            |

|  | \| \| Spelaeogriphacea \| \| \| \| \| \| Mictacea \| \| \| \| |
|  |                                                               |
|  | Cumacea                                                       |
|  |                                                               |
|  | Spelaeogriphacea                                              |
|  |                                                               |
|  | Mictacea                                                      |
|  |                                                               |

|  | Spelaeogriphacea |
|  |                  |
|  | Mictacea         |
|  |                  |

|  | Isopoda    |
|  |            |
|  | Tanaidacea |
|  |            |

|  | \| \| Spelaeogriphacea \| \| \| \| \| \| Mictacea \| \| \| \| |
|  |                                                               |
|  | Cumacea                                                       |
|  |                                                               |
|  | Spelaeogriphacea                                              |
|  |                                                               |
|  | Mictacea                                                      |
|  |                                                               |

|  | Spelaeogriphacea |
|  |                  |
|  | Mictacea         |
|  |                  |

|  | Isopoda    |
|  |            |
|  | Tanaidacea |
|  |            |

|  | \| \| Spelaeogriphacea \| \| \| \| \| \| Mictacea \| \| \| \| |
|  |                                                               |
|  | Cumacea                                                       |
|  |                                                               |
|  | Spelaeogriphacea                                              |
|  |                                                               |
|  | Mictacea                                                      |
|  |                                                               |

|  | Spelaeogriphacea |
|  |                  |
|  | Mictacea         |
|  |                  |

|  | Isopoda    |
|  |            |
|  | Tanaidacea |
|  |            |

|  | \| \| Spelaeogriphacea \| \| \| \| \| \| Mictacea \| \| \| \| |
|  |                                                               |
|  | Cumacea                                                       |
|  |                                                               |
|  | Spelaeogriphacea                                              |
|  |                                                               |
|  | Mictacea                                                      |
|  |                                                               |

|  | Spelaeogriphacea |
|  |                  |
|  | Mictacea         |
|  |                  |

|  | Isopoda    |
|  |            |
|  | Tanaidacea |
|  |            |

|  | \| \| Spelaeogriphacea \| \| \| \| \| \| Mictacea \| \| \| \| |
|  |                                                               |
|  | Cumacea                                                       |
|  |                                                               |
|  | Spelaeogriphacea                                              |
|  |                                                               |
|  | Mictacea                                                      |
|  |                                                               |

|  | Spelaeogriphacea |
|  |                  |
|  | Mictacea         |
|  |                  |

|  | Isopoda    |
|  |            |
|  | Tanaidacea |
|  |            |

|  | \| \| Spelaeogriphacea \| \| \| \| \| \| Mictacea \| \| \| \| |
|  |                                                               |
|  | Cumacea                                                       |
|  |                                                               |
|  | Spelaeogriphacea                                              |
|  |                                                               |
|  | Mictacea                                                      |
|  |                                                               |

|  | Spelaeogriphacea |
|  |                  |
|  | Mictacea         |
|  |                  |

#### Cladograma para Thermosbaenacea comogrupo irmãode Peracarida[9]
|  | Mysida        |
|  |               |
|  | Lophogastrida |
|  |               |

|  | Mictacea         |
|  |                  |
|  | Spelaeogriphacea |
|  |                  |

|  | Cumacea                                                |
|  |                                                        |
|  | \| \| Tanaidacea \| \| \| \| \| \| Isopoda \| \| \| \| |
|  |                                                        |
|  | Tanaidacea                                             |
|  |                                                        |
|  | Isopoda                                                |
|  |                                                        |

|  | Tanaidacea |
|  |            |
|  | Isopoda    |
|  |            |

|  | Mictacea         |
|  |                  |
|  | Spelaeogriphacea |
|  |                  |

|  | Cumacea                                                |
|  |                                                        |
|  | \| \| Tanaidacea \| \| \| \| \| \| Isopoda \| \| \| \| |
|  |                                                        |
|  | Tanaidacea                                             |
|  |                                                        |
|  | Isopoda                                                |
|  |                                                        |

|  | Tanaidacea |
|  |            |
|  | Isopoda    |
|  |            |

|  | Mictacea         |
|  |                  |
|  | Spelaeogriphacea |
|  |                  |

|  | Cumacea                                                |
|  |                                                        |
|  | \| \| Tanaidacea \| \| \| \| \| \| Isopoda \| \| \| \| |
|  |                                                        |
|  | Tanaidacea                                             |
|  |                                                        |
|  | Isopoda                                                |
|  |                                                        |

|  | Tanaidacea |
|  |            |
|  | Isopoda    |
|  |            |

|  | Mictacea         |
|  |                  |
|  | Spelaeogriphacea |
|  |                  |

|  | Cumacea                                                |
|  |                                                        |
|  | \| \| Tanaidacea \| \| \| \| \| \| Isopoda \| \| \| \| |
|  |                                                        |
|  | Tanaidacea                                             |
|  |                                                        |
|  | Isopoda                                                |
|  |                                                        |

|  | Tanaidacea |
|  |            |
|  | Isopoda    |
|  |            |

|  | Mysida        |
|  |               |
|  | Lophogastrida |
|  |               |

|  | Mictacea         |
|  |                  |
|  | Spelaeogriphacea |
|  |                  |

|  | Cumacea                                                |
|  |                                                        |
|  | \| \| Tanaidacea \| \| \| \| \| \| Isopoda \| \| \| \| |
|  |                                                        |
|  | Tanaidacea                                             |
|  |                                                        |
|  | Isopoda                                                |
|  |                                                        |

|  | Tanaidacea |
|  |            |
|  | Isopoda    |
|  |            |

|  | Mictacea         |
|  |                  |
|  | Spelaeogriphacea |
|  |                  |

|  | Cumacea                                                |
|  |                                                        |
|  | \| \| Tanaidacea \| \| \| \| \| \| Isopoda \| \| \| \| |
|  |                                                        |
|  | Tanaidacea                                             |
|  |                                                        |
|  | Isopoda                                                |
|  |                                                        |

|  | Tanaidacea |
|  |            |
|  | Isopoda    |
|  |            |

|  | Mictacea         |
|  |                  |
|  | Spelaeogriphacea |
|  |                  |

|  | Cumacea                                                |
|  |                                                        |
|  | \| \| Tanaidacea \| \| \| \| \| \| Isopoda \| \| \| \| |
|  |                                                        |
|  | Tanaidacea                                             |
|  |                                                        |
|  | Isopoda                                                |
|  |                                                        |

|  | Tanaidacea |
|  |            |
|  | Isopoda    |
|  |            |

|  | Mictacea         |
|  |                  |
|  | Spelaeogriphacea |
|  |                  |

|  | Cumacea                                                |
|  |                                                        |
|  | \| \| Tanaidacea \| \| \| \| \| \| Isopoda \| \| \| \| |
|  |                                                        |
|  | Tanaidacea                                             |
|  |                                                        |
|  | Isopoda                                                |
|  |                                                        |

|  | Tanaidacea |
|  |            |
|  | Isopoda    |
|  |            |

|  | Mysida        |
|  |               |
|  | Lophogastrida |
|  |               |

|  | Mictacea         |
|  |                  |
|  | Spelaeogriphacea |
|  |                  |

|  | Cumacea                                                |
|  |                                                        |
|  | \| \| Tanaidacea \| \| \| \| \| \| Isopoda \| \| \| \| |
|  |                                                        |
|  | Tanaidacea                                             |
|  |                                                        |
|  | Isopoda                                                |
|  |                                                        |

|  | Tanaidacea |
|  |            |
|  | Isopoda    |
|  |            |

|  | Mictacea         |
|  |                  |
|  | Spelaeogriphacea |
|  |                  |

|  | Cumacea                                                |
|  |                                                        |
|  | \| \| Tanaidacea \| \| \| \| \| \| Isopoda \| \| \| \| |
|  |                                                        |
|  | Tanaidacea                                             |
|  |                                                        |
|  | Isopoda                                                |
|  |                                                        |

|  | Tanaidacea |
|  |            |
|  | Isopoda    |
|  |            |

|  | Mictacea         |
|  |                  |
|  | Spelaeogriphacea |
|  |                  |

|  | Cumacea                                                |
|  |                                                        |
|  | \| \| Tanaidacea \| \| \| \| \| \| Isopoda \| \| \| \| |
|  |                                                        |
|  | Tanaidacea                                             |
|  |                                                        |
|  | Isopoda                                                |
|  |                                                        |

|  | Tanaidacea |
|  |            |
|  | Isopoda    |
|  |            |

|  | Mictacea         |
|  |                  |
|  | Spelaeogriphacea |
|  |                  |

|  | Cumacea                                                |
|  |                                                        |
|  | \| \| Tanaidacea \| \| \| \| \| \| Isopoda \| \| \| \| |
|  |                                                        |
|  | Tanaidacea                                             |
|  |                                                        |
|  | Isopoda                                                |
|  |                                                        |

|  | Tanaidacea |
|  |            |
|  | Isopoda    |
|  |            |

|  | Mysida        |
|  |               |
|  | Lophogastrida |
|  |               |

|  | Mictacea         |
|  |                  |
|  | Spelaeogriphacea |
|  |                  |

|  | Cumacea                                                |
|  |                                                        |
|  | \| \| Tanaidacea \| \| \| \| \| \| Isopoda \| \| \| \| |
|  |                                                        |
|  | Tanaidacea                                             |
|  |                                                        |
|  | Isopoda                                                |
|  |                                                        |

|  | Tanaidacea |
|  |            |
|  | Isopoda    |
|  |            |

|  | Mictacea         |
|  |                  |
|  | Spelaeogriphacea |
|  |                  |

|  | Cumacea                                                |
|  |                                                        |
|  | \| \| Tanaidacea \| \| \| \| \| \| Isopoda \| \| \| \| |
|  |                                                        |
|  | Tanaidacea                                             |
|  |                                                        |
|  | Isopoda                                                |
|  |                                                        |

|  | Tanaidacea |
|  |            |
|  | Isopoda    |
|  |            |

|  | Mictacea         |
|  |                  |
|  | Spelaeogriphacea |
|  |                  |

|  | Cumacea                                                |
|  |                                                        |
|  | \| \| Tanaidacea \| \| \| \| \| \| Isopoda \| \| \| \| |
|  |                                                        |
|  | Tanaidacea                                             |
|  |                                                        |
|  | Isopoda                                                |
|  |                                                        |

|  | Tanaidacea |
|  |            |
|  | Isopoda    |
|  |            |

|  | Mictacea         |
|  |                  |
|  | Spelaeogriphacea |
|  |                  |

|  | Cumacea                                                |
|  |                                                        |
|  | \| \| Tanaidacea \| \| \| \| \| \| Isopoda \| \| \| \| |
|  |                                                        |
|  | Tanaidacea                                             |
|  |                                                        |
|  | Isopoda                                                |
|  |                                                        |

|  | Tanaidacea |
|  |            |
|  | Isopoda    |
|  |            |

## Distribuição
Há espécies descritas ao redor do Mar Mediterrâneo inteiro, incluindo países como Itália, Tunísia, Israel e Marrocos. Além disso, já foram descritas espécies no estado do Texas nos Estados Unidos, na região do Mar do Caribe, na Austrália e na península da Indochina.
A atual distribuição das espécies descobertas bate com a disposição do antigo Mar de Tétis, o que suporta a origem dessa ordem entre 120 e 95 milhões de anos atrás, período entre a maior extensão do Mar de Tétis e surgimento do oceano Atlântico, respectivamente.

## Ecologia

### Hábitat
Esses animais podem habitar lençóis freáticos, nos quais a água possui concentrações tóxicas de sulfeto de hidrogênio para a maioria dos animais, isso define um gradiente de densidades na coluna de água, o qual o animal utiliza para “boiar” e gastar menos energia ao se deslizar nesse gradiente. Esse gradiente também se aplica para a concentração de oxigênio na água, formando uma camada oxigenada por cima e uma camada sem oxigênio por baixo. Esses gradientes são usados pelo animal para se ajustar às melhores condições ambientais. As fêmeas utilizam o gradiente de oxigênio para manter o marsúpio e os ovos na água anóxica para evitar predação e utilizam os epipoditos do maxilípede para jogar a água com oxigênio na prole. Já o gradiente de enxofre é usado para os animais se ajustarem às concentrações de bactérias quimiotróficas, as quais servem de alimento para esses crustáceos.
É possível, também, encontrar esses animais em lagoas termais com temperaturas entre 45ºC e 48ºC, mas não é o habitat natural deles. Isso se limita, até onde se sabe, apenas a uma espécie, a Thermosbaena mirabilis. Ao que se sabe, a maioria dos animais habita águas termais (em torno de 30ºC) subterrâneas e apresenta uma tolerância a águas mais quentes ao invés de uma preferência a este tipo de ambiente.

### Alimentação
Esses animais se alimentam de bactérias quimiotróficas, de cianobactérias e de algas verdes. Um ponto bastante curioso é a presença de bactérias redutoras de sulfeto no intestino desses animais, mas que não são digeridas, podendo permanecer por até dois dias no trato digestório desses animais. Alguns pesquisadores acreditam que essa massa de bactérias serve para desintoxicar os animais do sulfeto de hidrogênio do ambiente deles, mantendo uma relação de simbiose entre o crustáceo e a bactéria.

## Dimorfismo sexual
O dimorfismo sexual mais evidente em Thermosbaenacea é a presença do marsúpio na região dorsal da fêmea, onde ovos e indivíduos jovens são incubados.
No gênero Tethysbaena, o macho apresentam um endopodito com cinco segmentos no maxilípede. Na fêmea, este endopodito é reduzido a um lóbulo arredondado. Provavelmente o endopodito do maxilípede tem função sexual.
Na espécie Tethysbaena texana o segundo endito da maxila 2 possui 11 macrocerdas na fêmea e 19 macrocerdas no macho.

## Reprodução e Ciclo de vida
A cópula ocorre com o contato das porções ventrais do macho e da fêmea,os ovos são fecundados nos túbulos ovarianos.Os embriões são transferidos ao marsúpio em grupos envoltos por uma membrana que se dissolve após o transporte.O marsúpio comporta cerca de 8 embriões,conforme a prole se desenvolve este número diminui, muito provavelmente por aborto.Os óvulos e indivíduos juvenis ficam soltos no marsúpio e são mantidos em constante agitação como resultado da corrente respiratória inalante.
A corrente respiratória mantém o ambiente interno do marsúpio oxigenado e reduz a concentração interna do sulfeto de hidrogênio comum ao seu habitat, favorecendo o desenvolvimento dos embriões.
Os indivíduos jovens deixam o marsúpio quando a abertura de seu trato digestivo se torna funcional.

## Diversidade
Thermosbaenacea atualmente possui 4 famílias, contendo 6 gêneros, os quais estão comprimidas as 34 espécies:
Halosbaenidae (Monod & Cals, 1988)
- Limnosbaena (Stock, 1976)
- Halosbaena (Stock, 1976)
- Theosbaena (Cals & Boutin,1985)

Monodellidae (Taramelli, 1954)
- Tethysbaena Wagner, 1994

Thermosbaenidae (Monod, 1927)
- Thermosbaena (Monod, 1924)

Tulumellidae (Wagner, 1994)
- Tulumella (Yager, 1988)